# Ghjuventù Indipendentista
La Ghjuventù Indipendentista (GI, nombre corso de « Jeunesse indépendantiste », Juventud Independentista), es un sindicato estudiantil fundado en 1999 en la Universidad de Córcega. Su creación parte de una constante: los jóvenes corsos no disponen de una estructura permanente para inscribirse en la lucha independentista. Los sindicatos corsos se inscriben en un papel exclusivamente universitario y no pueden responder a las aspiraciones de la juventud corsa.